# Prosobranchia
I Prosobranchi (Prosobranchia Milne-Edwards, 1848) costituiscono una sottoclasse di molluschi gasteropodi in prevalenza marini.
Sono dotati di conchiglia spiralata e mostrano una torsione del sacco dei visceri con spostamento della cavità palleale in avanti. Quasi tutti i prosobranchi possiedono una radula la cui morfologia può cambiare, da 2 a molti denti per ogni fila, a seconda del tipo di alimentazione.

## Ordine Archaeogastropoda
Allo stadio adulto molte conchiglie possono sembrare non spiralate ma allo stadio larvale lo erano. Sono erbivori con una o due  branchie. Privi di sifone e quindi con bocca liscia e priva di appendice. Sessi separati e maschio senza organo copulatore.

## Altri progetti

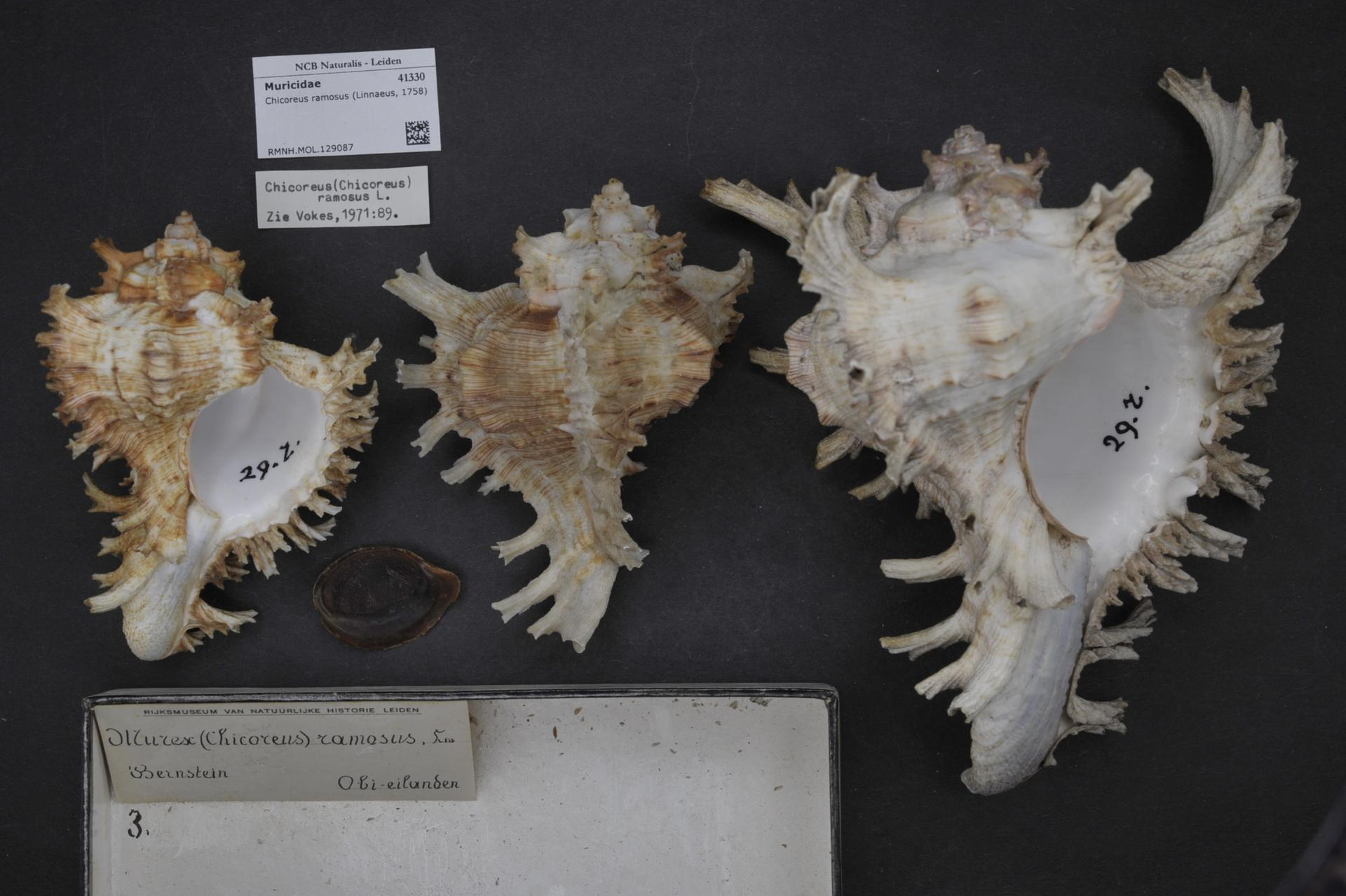
Chicoreus ramosus, una specie delle Prosobranchia.